# Los Cabos Open 2024
Il Los Cabos Open 2024, conosciuto come Mifel Tennis Open by Telcel Oppo per motivi di sponsorizzazione, è un torneo di tennis che si gioca sul cemento all'aperto. È stata l'8ª edizione del torneo facente parte della categoria ATP Tour 250 nell'ambito dell'ATP Tour 2024. Il torneo si è giocato alla Delmar International School di Cabo del Mar, in Messico, dal 19 al 24 febbraio 2024.

## Partecipanti

### Teste di serie
| Nazionalità | Giocatore          | Ranking* | Testa di serie |
| ----------- | ------------------ | -------- | -------------- |
| Germania    | Alexander Zverev   | 6        | 1              |
| Grecia      | Stefanos Tsitsipas | 10       | 2              |
| Australia   | Alex de Minaur     | 11       | 3              |
| Norvegia    | Casper Ruud        | 12       | 4              |
|             | Roman Safiullin    | 39       | 5              |
| Serbia      | Miomir Kecmanović  | 40       | 6              |
| Australia   | Max Purcell        | 41       | 7              |
| Australia   | Jordan Thompson    | 42       | 8              |

* Ranking al 12 febbraio 2024.

### Altri partecipanti
I seguenti giocatori hanno ricevuto una wildcard per il tabellone principale:
- Ernesto Escobedo
- Rodrigo Pacheco Méndez
- Diego Schwartzman

I seguenti giocatori sono entrati in tabellone come alternate:
- Constant Lestienne
- Alex Michelsen

I seguenti giocatori sono entrati nel tabellone principale passando dalle qualificazioni:

- Flavio Cobolli
- Aleksandar Kovacevic
- Brandon Holt
- Emilio Nava

### Ritiri
Prima del torneo
- Christopher Eubanks → sostituito da  Alex Michelsen
- Mackenzie McDonald → sostituito da  Aleksandar Vukic
- Holger Rune → sostituito da  Nuno Borges
- Jeffrey John Wolf → sostituito da  Marcos Giron

## Partecipanti al doppio

### Teste di serie
| Nazione   | Giocatore         | Nazione     | Giocatore       | Ranking* | Testa di serie |
| --------- | ----------------- | ----------- | --------------- | -------- | -------------- |
| Messico   | Santiago González | Regno Unito | Neal Skupski    | 17       | 1              |
| Monaco    | Hugo Nys          | Polonia     | Jan Zieliński   | 51       | 2              |
| Finlandia | Harri Heliövaara  | Australia   | John Peers      | 74       | 3              |
| Australia | Max Purcell       | Australia   | Jordan Thompson | 97       | 4              |

* Ranking al 12 febbraio 2024.

### Altri partecipanti
Le seguenti coppie di giocatori hanno ricevuto una wildcard per il tabellone principale:
- Hans Hach Verdugo /  Luis David Martínez
- Rodrigo Pacheco Méndez /  Diego Schwartzman

## Punti
| Evento    | V   | F   | SF  | QF | 2T   | 1T | Q    | Q2   | Q1   |
| Singolare | 250 | 165 | 100 | 50 | 25   | 0  | 13   | 7    | 0    |
| Doppio    | 250 | 150 | 90  | 45 | N.D. | 0  | N.D. | N.D. | N.D. |

## Montepremi
| Evento    | V         | F        | SF       | QF       | 2T       | 1T      | Q2      | Q1      |
| Singolare | $ 139 190 | $ 81 195 | $ 47 740 | $ 26 665 | $ 16 065 | $ 9 815 | $ 4 910 | $ 2 675 |
| Doppio*   | $ 48 360  | $ 25 880 | $ 15 170 | $ 8 480  | N.D.     | $ 5 000 | N.D.    | N.D.    |

*per team

## Campioni

### Singolare
Jordan Thompson ha sconfitto in finale  Casper Ruud con il punteggio di 6-3, 7-6(4).
- È il primo titolo in carriera per Thompson.

### Doppio
Max Purcell /  Jordan Thompson hanno sconfitto in finale  Gonzalo Escobar /  Oleksandr Nedovjesov con il punteggio di 7-5, 7-6(2).